# 欧努瓦-艾姆里站
欧努瓦-艾姆里站是法国的一个铁路车站，位于法国北部北部省市镇欧努瓦-艾姆里，是一个区域性的铁路枢纽。

## 位置
欧努瓦-艾姆里站位于欧努瓦-艾姆里市区的东南部。车站大致呈西南-东北走向，开口朝西北，面向市区。
欧努瓦-艾姆里站是一个区域性的铁路枢纽，克雷伊－热蒙铁路和里尔－伊尔松铁路在此交汇，后者亦为里尔－蒂永维尔铁路的一部分。里尔－伊尔松铁路作为一条"完整的"铁路，其上行（里尔方向）的正线由欧努瓦-艾姆里站的西南侧进入，而后又在同侧再次引出转向东南前往下行（伊尔松方向），这也是法国本土唯一一例非地形原因而造成的正线铁路需要换向的车站。不过，该铁路在欧努瓦-艾姆里站的西南侧也设有联络线并可直接连通上下行方向，因此途径于此的货运列车可不通过欧努瓦-艾姆里站内，但为增加客源，方便附近居民出行，途径该线的绝大部分客源列车还是会停靠欧努瓦-艾姆里站并在站内进行换向。

## 站台设置
| 北↑ |      |        | 主站房 |
|     | 侧式 |        |        |
| 1道 |      |        |        |
| 2道 |      |        |        |
|     | 岛式 |        |        |
| 4道 |      |        |        |
| 6道 |      |        |        |
|     | 岛式 |        |        |
| 8道 |      |        |        |
|     |      | 存车线 |        |
|     |      | 存车线 |        |
|     |      | 存车线 |        |
| 南↓ |      |        |        |

## 停靠线路
以下列车线路在欧努瓦-艾姆里站停靠：
| 欧努瓦-艾姆里站列车线路表         |                     |                            |                      |              |
| 线路                              | 车种                | 上一站                     | 下一站               | 大致运行频率 |
| 巴黎—莫伯日                       | TER Hauts-de-France | 圣康坦/勒卡托              | 莫伯日               | 每天5趟左右  |
| 里尔—热蒙                         | TER Hauts-de-France | 瓦朗谢讷/勒科努瓦/贝尔莱蒙 | 欧蒙/莫伯日          | 每天7~18趟   |
| 里尔—欧努瓦-艾姆里                | TER Hauts-de-France | 贝尔莱蒙                   | （终点）             | 每天2趟左右  |
| 里尔—伊尔松                       | TER Hauts-de-France | 勒科努瓦/贝尔莱蒙          | 勒瓦勒/阿韦讷        | 每天1~6趟    |
| 里尔—沙勒维尔-梅济耶尔            | TER Hauts-de-France | 贝尔莱蒙                   | 阿韦讷               | 每天1趟      |
| 比西尼—欧努瓦-艾姆里/莫伯日/热蒙‘ | TER Hauts-de-France | 朗德勒西/阿谢特            | （终点）/欧蒙/莫伯日 | 每天2~7趟    |
| 欧努瓦-艾姆里—蒙斯                | TER Hauts-de-France | （起点）                   | 蒙斯                 | 每天2趟      |
| 欧努瓦-艾姆里—伊尔松/拉昂         | TER Hauts-de-France | （起点）                   | 勒瓦勒/阿韦讷        | 每天4趟左右  |
| 1. 2.                             |                     |                            |                      |              |

## 配套交通

### 长途客车
| 停靠欧努瓦-艾姆里站的大巴车 |                              | |
| 上下车地点                  | 运营单位                     | 主要目的地 |
| 欧努瓦-艾姆里站门口         | 北部省城际客运 Arc-en-Ciel-4 | 407 埃尔普河畔栋皮埃尔 · 埃尔普河畔阿韦讷 · 索尔堡 428 旧梅尼勒 · 阿尔尼 · 巴韦 437 勒瓦勒 · 桑布尔河畔努瓦耶勒 · 马鲁瓦耶 · 朗德勒西 |
| 欧努瓦-艾姆里站门口         | SNCF Car TER                 | （当某条铁路线施工或罢工时，SNCF可能会提供途径该线路沿途站点的大巴车）                                                                |
| 1. 2. 3.                    |                              | |

### 城市公共交通
| 欧努瓦-艾姆里站附近的市内公共交通线路 |                     | |
| 公交车站名称                          | 位置                | 停靠线路 |
| 火车站                                | 欧努瓦-艾姆里站门口 | 周一至六运行： - 21 贝尔莱蒙-绿龙 ↔ 莫伯日-皮耶尔·弗雷斯特高中 - 24勒瓦勒-市政府 ↔ 莫伯日-皮耶尔·弗雷斯特高中 - Navette 欧努瓦-艾姆里 （环线社区巴士） 周日及节假日运行： - 61 贝尔莱蒙-绿龙 ↔ 热蒙-土耳其营地 |
| 1.                                    |                     | |

### 社会车辆
欧努瓦-艾姆里站门口设有社会车辆停车场。

## 临近车站
| 欧努瓦-艾姆里站（Gare d'Aulnoye-Aymeries） |                  |                  |
| 上行车站                                   | 线路             | 下行车站         |
| 阿谢特站 8.6km ←                           | 克雷伊－热蒙铁路 | 欧蒙站 → 8.2km   |
| 贝尔莱蒙站 2.5km ←                         | 里尔－伊尔松铁路 | 勒瓦勒站 → 2.1km |
| - 本表仅显示运营中的线路及车站             |                  |                  |